# Úsilov
Úsilov (deutsch Ausilau) ist eine Gemeinde in Tschechien. Sie liegt sieben Kilometer östlich von Kdyně und gehört zum Okres Domažlice.

## Geographie
Úsilov befindet sich in der Chudenická vrchovina im Tal des Baches Dubovka. Am westlichen Ortsausgang liegt der Teich Mlýnský rybník, inmitten des Dorfes der Pilařský rybník. Nördlich erhebt sich der Na Skalce (508 m), im Osten der Velký Bítov (713 m), südöstlich die Hodiška (645 m), die Slavíkovická hůrka (551 m) und der Škarmaň (535 m), im Süden der Kulatý vrch (670 m) und die Černá skála (731 m), südwestlich der Čertův vrch (750 m), im Westen der Koráb (773 m) und die Špandava (774 m) sowie nordwestlich die Hora (760 m) und
die Suchá hora (638 m).
Nachbarorte sind Stará Ves, Luh und Černíkov im Norden, Rudoltice und Mlýnec im Nordosten, Vílov und Struhadlo im Osten, Slavíkovice, Nevděk, Nová Víska und V Háji im Südosten, Libkov und Loučim im Süden, Smržovice und Modlín im Südwesten, Branišov, Kdyně, Kojetice und Zalč im Westen sowie Mezholezy im Nordwesten.

## Geschichte
Die erste schriftliche Erwähnung des zur Burg Švihov gehörigen Dorfes Vsilov erfolgte 1379 im Steuerregister des Pilsener Kreises. Vor 1403 wurde Vssylow zum Sitz des Vladiken Vilémek, der wahrscheinlich einer Seitenlinie der Herren von Riesenberg angehörte. Nachfolgende Besitzerin war Vilémeks Tochter Eliška. Im Jahre 1451 erwarb Jan Výrek von Riesenberg das Gut und verlegte seinen Sitz von der Feste Výrov nach Úsilov. Zwischen den Brüdern Jindřich und Nachval Výrek von Riesenberg und Herzog Ludwig von Landshut kam es wegen Sold- und Schadenersatzforderungen zu gegenseitigen bewaffneten Überfällen. Der Konflikt zwischen böhmischen und bayerischen Adligen verschärfte sich 1472, als die Výrek von Riesenberg mit 2000 Mann plündernd in die Gegend von Viechtach und Deilnstein einfielen. Ein weiterer Feldzug richtete sich gegen die Güter des herzoglichen Rats Paul Streitenberger. Herzog Albrecht IV. schickte im Herbst 1473 ein bayerisches Heer unter Hauptmann Wolfgang Waldekar nach Böhmen, das außer Úsi1ov auch die Dörfer Černíkov, Vílov, Smržovice, Libkov, Rudoltice, Mlýnec und Babice niederbrannte. Mit diesem blindwütigen Überfall, von dem nicht nur die Güter der Výrek von Riesenberg, sondern neben weiteren Grundherren auch das seinem Verbündeten Břeněk von Ronšperk gehörige Dorf Poleň betroffen waren, schuf sich Herzog Albrecht in Böhmen neue Feinde. Danach teilten die Brüder Výrek von Riesenberg die verwüstete Herrschaft auf; Jindřich erhielt Černíkov und Nachval Úsilov. Nach 1481 erbte Nachvals Sohn Jan Výrek Úsilov, mit ihm erlosch 1514 der Zweig der Výrek von Riesenberg. Úsilov fiel an Jindřich Švihovský von Riesenberg, der die Feste, den Hof und das Dorf Úsilov, die wüsten Dörfer Vílov und Libkov sowie seinen Anteil an Smržovice an Zdebor von Příchovice verkaufte. Ab 1533 wurde der Ort als Ausylow bezeichnet. 1545 übernahm Zdebors Sohn Jindřich den Besitz. Jindřichs Sohn Jan von Příchovice erbte 1559 Ausylow. Er blieb kinderlos und setzte 1571 seine Frau Anna, geborene Wiedersperger von Wiedersperg sowie deren Verwandte als Erben der Feste Ausylow mit den Dörfern Ausylow, Vílov und Slavíkovice sowie dem wüsten Dorf Lhotka ein. 1574 verstarben beide Eheleute, das Gut fiel den Söhnen von Annas Bruder Bohuslav zu. Im Jahre 1577 war Balzar Wiedersperger alleiniger Besitzer von Ausylow, ihm folgte sein Sohn Johann. Der Katholik und Söldner Johann Wiedersperger wechselte während des Ständeaufstandes unfreiwillig in die Dienste des Ständeheeres. 1624 verkaufte er das überschuldete Gut mit der Alten und Neuen Feste, dem Hof, den Dörfern Ausylow und Vílov sowie drei Mühlen für 32.500 Meißnische Schock an den kaiserlichen Offizier Johann Philipp Cratz von Scharffenstein, der bereits die Herrschaft Riesenberg erworben hatte. Cratz lief später in schwedische Dienste über und wurde 1635 hingerichtet. Das konfiszierte Gut Ausylow verkaufte die Böhmische Kammer an den kurbayerischen Rat Johann Ulrich Burghauser, dem sein Schwiegersohn Johann Philipp Schütz von Drahenitz folgte.
In einer Beschreibung des Gutes aus dem Jahre 1651 sind für das Dorf Úsilov 25 Familien mit 113 Personen aufgeführt. Die berní rula von 1654 weist für Ausylow 22 untertänige Familien aus. Franz Philipp Schütz von Drahenitz verkaufte das Gut Ausylow an Margarethe Ludmilla Wenzlik, die es 1694 bei Franz Hartmann von Klenau auf Roupov gegen das Gut Drslavice bei Klatovy eintauschte. Der Graf von Klenau schloss das Gut Ausylow an sein Gut Poleň an, damit verlor die Feste auch ihre Bedeutung als Herrensitz. 1711 kauften die Grafen Czernin von und zu Chudenitz das Gut und vereinigten es mit ihrer Herrschaft Chudenice. Im Theresianischen Kataster von 1757 sind für Ausylow 17 untertänige Familien genannt. Im Laufe der Zeit wurde das Dorf als Ousilov, Ouslov, Houslov, Houslovo bzw. Ausilau bezeichnet, bis zur Mitte des 19. Jahrhunderts blieb es der Herrschaft Chudenitz untertänig.
Nach der Aufhebung der Patrimonialherrschaft bildete Ousilov/Ausilau ab 1850 eine Gemeinde im Klattauer Kreis und Gerichtsbezirk Neugedein. Ab 1868 gehörte die Gemeinde zum Bezirk Taus. Seit 1880 wurde der tschechische Name Úsilov t. Ousilov verwendet. 1894 wurde eine einklassige Dorfschule eröffnet, zuvor fand der Unterricht in Slavíkovice statt.
Zwischen 1904 und 1905 entstand die Straße von Vílov über Úsilov nach Mezholezy. Im Zuge der Bodenreform wurde das von 48 auf 28 Hektar geschrumpfte Restgut Úsilov 1922 an den vormaligen Czerninschen Gutsverwalter Jan Balák verkauft. Seit 1924 wurde als tschechischer Ortsname Úsilov verwendet. 1937 kaufte der Gutsbesitzer Kohout aus Soustov das Gut Úsilov für seinen Sohn Josef. Während des Protektorats Böhmen und Mähren engagierte sich Josef Kohout mit den Besatzern und amtierte als Bürgermeister und Regierungskommissar. Zu Kohouts Gästen auf dem Gut gehörten u. a. der Minister für Schulwesen und Volksaufklärung Emanuel Moravec sowie Gestapo- und Wehrmachtsoffiziere. Nach dem Ende des Zweiten Weltkrieges wurde das Gut Úsilov konfisziert und die Eheleute Kohout als Kollaborateure zu 26 Jahren Zuchthaus verurteilt. Nach der Samtenen Revolution machten die Erben von Josef Kohout Restitutionsansprüche auf das Gut geltend. Wegen der noch immer ungeklärten Eigentumsverhältnisse stellte die Gemeinde ihre Reparaturarbeiten an der Feste ein.

## Gemeindegliederung
Für die Gemeinde Úsilov sind keine Ortsteile ausgewiesen. Zu Úsilov gehört die Einschicht Zalč.

## Sehenswürdigkeiten
- Feste Úsilov zwischen den Teichen Mlýnský rybník und Pilařský rybník
- Berg Koráb mit Aussichtsturm